# Flautul fermecat
Flautul fermecat (titlul original: în germană Die Zauberflöte) este o operă în două acte, a cărei muzică a fost compusă de Wolfgang Amadeus Mozart, pe un libret scris în limba germană de Emanuel Schikaneder. Premiera absolută a operei a avut loc la Viena, la Burgtheater, la data de 30 septembrie 1791, sub conducerea muzicală a compozitorului.
Are numerotația K 620 în catalogul Köchel.

## Personaje
- Tamino – tânărul prinț (tenor)
- Pamina – tânără iubită de Tamino (soprană)
- Regina Nopții, mama Paminei (soprană)
- Papageno – păsărarul (bas)[2]
- Papagena (soprană)
- Sarastro – marele preot al Împărăției Înțelepciunii (bas)
- Monostatos – un negru, temnicerul Paminei și servitorul lui Sarastro (tenor)
- Prima zână (soprană)
- A doua zână (mezzo-soprană)
- A treia zână (contralto)
- un preot bătrân (bas)
- un preot (bas)
- un preot (tenor)
- primul străjer (tenor)
- al doilea străjer (bariton)
- trei tineri (soprani)
- trei sclavi  (roluri parlando)
- oratorul (bas)
- preoți, sclavi.

## Acțiunea

Statuie reprezentând personajul Papageno, în fața teatrului de operă din Bruges, Belgia

### Actul I
Prințul Tamino își pierde cunoștinta. Cele trei doamne îl salvează, dar la trezirea sa, păsărarul Papageno se laudă că el a făcut-o. Doamnele reapar, nu numai pentru a-l pedepsi pe păsărar pentru minciună, dar și pentru a încredința lui Tamino portretul fiicei Reginei Nopții, pe care acesta va trebui să o salveze de temutul Sarastro. Însăși Regina vine să întărească această rugăminte. Tamino primește ca armă un flaut fermecat, iar Papageno un joc de clopoței. În tărâmul lui Sarastro, Pamina suferă din cauza paznicului Monostatos, care o dorește. Papageno apare și îi spune că Tamino o va salva. De la un preot, Tamino află că Sarastro nu este un tiran, ci un mare învățat. Cei doi tineri se vor întâlni, dar gărzile îl conduc pe Tamino la Sarastro. Acesta îi explică lui Tamino că Pamina este protejată de el împotriva influenței nefaste a Reginei. Cei doi nu se vor putea uni decât după ce vor trece prin Templul Încercărilor.

### Actul II
În fața preoților, Sarastro arată că Tamino și Pamina sunt sortiți unul altuia. Prima încercare este tăcerea, pe care Tamino o învinge, nu însă și Papageno (Papagheno). Regina Nopții vrea s-o convingă pe Pamina să-l ucidă cu un pumnal pe Sarastro, dar ea refuză. Între timp, lui Papageno, o bătrână oribilă îi oferă să bea apă, spunând că-i este iubită. La sunetul flautului, Pamina se apropie și, neînțelegând tăcerea lui Tamino, se crede părăsită. Preoții anunță o a doua încercare, sfătuindu-i pe cei doi tineri să-și ia rămas bun. Pentru că Papageno a greșit, are de ales între bătrânică sau pedeapsă. Resemnat, acceptă căsătoria și are surpriza să vadă, alături de el, o încântătoare Papagena. Paminei, care vrea să se sinucidă, trei mesageri îi spun că Tamino o iubește, oprind-o de la gestul fatal. Probele care urmează vor fi trecute de amândoi - Apa și Focul. În sunetul flautului, ei le înfruntă victorioși, în aclamațiile triumfătoare ale întregii asistențe. Papageno, rămas singur, vrea să se spânzure, dar cei trei mesageri îl sfătuiesc să cânte din clopoței. Deîndată Papagena reapare spre fericirea lui. Degeaba mai încearcă Regina Nopții să se răzbune. Întreaga ei suită va fi înghițită de întunericul etern. Într-o strălucitoare lumină, Tamino și Pamina sunt primiți de Sarastro, care îi unește în sunetele vocilor celeste.

## Compoziție
Opera a reprezentat culminarea unei perioade în care Mozart s-a implicat tot mai mult în trupa teatrală a lui Schikaneder, care din 1789 era compania rezidentă la Theater auf der Wieden. Mozart era prieten apropiat al unuia dintre cântăreții-compozitori ai trupei, tenorul Benedikt Schack (primul Tamino), și a contribuit la compozițiile trupei, care erau adesea scrise în colaborare. Participarea lui Mozart s-a intensificat odată cu contribuțiile sale la opera în colaborare Der Stein der Weisen (Piatra filosofală), incluzând duetul ("Nun liebes Weibchen", Catalog Köchel 625/592a), printre alte pasaje. Precum Flautul fermecat, Der Stein der Weisen era o operă de basm și poate fi considerată un fel de precursor; aceasta punea în mare masură aceeași distribuție în roluri similare.
Libretul pentru Flautul fermecat, scris de către Schikaneder, este considerat de către specialiștii din domeniu ca a fi bazat pe mai multe surse. Unele dintre operele literare actuale în Viena din zilele lui Schikaneder care ar fi putut folosi ca și surse de inspirație includ romanul cavaleresc Yvain, de Chrétien de Troyes, romanul Sethos, de Jean Terrason, și eseul „Despre misterele egiptenilor”, de Ignaz von Born. Libretul este, de asemenea, o continuare a unei serii de opere de basm produse în acea perioadă de trupa lui Schikaneder, incluzând și o adaptare a Singspiel-ului Oberon, al lui Sophie Seyler, dar și Der Stein der Weisen. Pentru rolul lui Papageno în special, libretul se inspiră din tradiția Hanswurst a teatrului vienez popular. Mulți specialiști recunosc, de asemenea, influența francmasoneriei.
În procesul compunerii operei, este evident faptul că Mozart a avut în vedere aptitudinile cântăreților plănuiți pentru premieră, printre care erau atât virtuoși, cât și actori comici obișnuiți, puși să cânte pentru acea ocazie. Așadar, liniile vocale pentru Papageno- cântate de Schikaneder însuși- și Monostatos (Johann Joseph Nouseul) sunt adesea enunțate primele prin corzi, cântărețul putând să-și găsească tonul, și sunt adesea dublate de instrumente. În contrast, cumnata lui Mozart, Josepha Hofer, care a jucat în premieră rolul Reginei nopții, a avut, evident, prea puțină nevoie de asemenea ajutor; deși acest rol este cunoscut pentru dificultatea sa. În ansamblu, Mozart a combinat măiestrit nivele diferite ale abilităților vocale.
Desfășurările vocale ale celor doi cântăreți originari, pentru care Mozart și-a croit muzica, au adus dificultăți pentru mulți cântăreți care le-au recreat rolurile. Ambele arii ale Reginei nopții, „O zittre nicht, mein lieber Sohn” și „Der Hölle Rache kocht in meinem Herzen", includ sunetul fa3, rar întâlnit în genul de operă. În cealaltă parte a spectrului, rolul lui Sarastro, jucat în premieră de Franz Xaver Gerl, include un excentric Fa din octava mare, pe alocuri.

## Premiera
Opera a apărut în premieră la Viena, în 30 septembrie 1791, la Freirhaus-Theater auf der Wieden. Mozart a dirijat orchestra, Schikaneder însuși a jucat rolul lui Papageno, iar rolul Reginei nopții a fost jucat de cumnata lui Mozart, Josepha Hofer.

## Prima publicare
În 28 decembrie 1791, la trei săptămâni și jumătate de la moartea lui Mozart, văduva acestuia, Constanze, s-a oferit să trimită un manuscris al Flautului fermecat la curtea electorală de la Bonn. Nikolaus Simrock a publicat acest text în prima ediție completă (Bonn, 1814), susținând că este „conform cu dorința lui Mozart".

## Teme
Flautul fermecat se remarcă prin elementele sale masonice, deși unii specialiști susțin ca influența masonică ar fi exagerată. Schikaneder și Mozart erau francmasoni, precum și Ignaz Alberti, cel care a gravat și printat primul libret. Opera este, de asemenea, influențată de filosofia iluministă, și poate fi văzută ca și o alegorie care susține absolutismul luminat. Regina nopții reprezintă o formă periculoasă de obscurantism sau, după unii, pe romano-catolica Împărăteasă Maria Theresa - care era împotriva masoneriei; sau însăși Biserica romano-catolică, care era, de asemenea, puternic împotrivită masoneriei. Antagonistul ei, Sarastro, simbolizează suveranul iluminat, care conduce conform principiilor bazate pe rațiune, înțelepciune și natură. Povestea în sine ilustrează educarea omenirii, progresul dinspre haos (șarpele), prin superstiție religioasă (Regina și Doamnele), către iluminarea raționalistă (Sarastro și Preoții), prin încercare (Tamino) și eroare (Papageno), pentru a face într-un final „Pământul un regat ceresc și muritorii precum zeii” („Dann ist die Erd’ ein Himmelreich, und Sterbliche den Gottern gleich”); acest cuplet fiind cântat  la finalul ambelor acte.
Audiențele moderne găsesc urmele proeminente de misoginism și rasismul nepăsător din Flautul fermecat ca și problematic. Sarastro o descrie pe Regina nopții ca uzurpatoare a puterii îndreptățite a bărbaților, și presupusa ei isterie răzbunătoare „feminină" se opune rațiunii demne, „masculine", a lui Sarastro. Pe de altă parte, antagonistul perfid Monostatos este prezentat ca și un Maur (African).